# Pythinella cuneata
Pythinella cuneata är en musselart som först beskrevs av Addison Emery Verrill och Katharine Jeanette Bush 1898. Pythinella cuneata ingår i släktet Pythinella och familjen Lasaeidae. Inga underarter finns listade i Catalogue of Life.